# Raffaello Romanelli

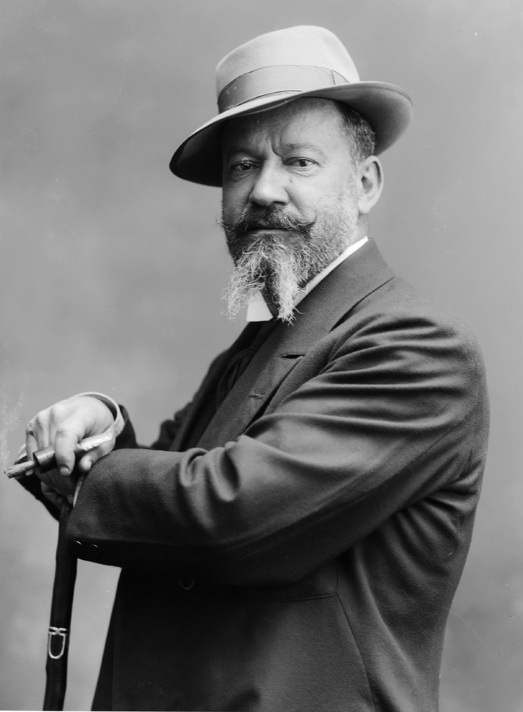
Raffaello Romanelli

Raffaello Romanelli (* 13. Mai 1856 in Florenz; † 3. April 1928 ebenda) war ein italienischer Bildhauer des 19. Jahrhunderts.

## Biographie
Raffaello Romanelli stammte aus einer Bildhauerfamilie. Sein Vater war Pasquale Romanelli, sein Bruder Romano Romanelli. Er begann seine künstlerischen Studien bei seinem Vater. Darauf schrieb sich an der Accademia di Belle Arti in Florenz ein, wo Schüler von Augusto Rivalta (einem Schüler von Giovanni Dupré) war. Nach seinem Abschluss arbeitete er im Familienatelier. Im Jahr 1880 gewann er mit seiner Statue des Römers Caio Muzio Scævola ein Stipendium in Rom. Im gleichen Jahr gewann er mit seinem Werk L’Indemoniato che si Getta ai Piedi di Cristo einen nationalen Wettbewerb.
Im Alter von 30 Jahren fungierte er 1889 als Juror für Italien in der Kunstsparte der Weltausstellung in Paris.
Schon als junger Mann gewann er Preise in zahlreichen nationalen und internationalen Wettbewerben, so in Argentinien, Kuba, Frankreich, Deutschland, Rumänien, Russland, Vereinigte Staaten von Amerika und Venezuela. Besonders geschätzt wurde er in den Vereinigten Staaten, wo viele seiner Werke in Detroit und Kansas City zu finden sind, wo ihm ein Park, der Romanelli Garden, gewidmet wurde. In Rumänien war er offizieller Künstler der königlichen Familie, von der er vier Porträts malte und 40 weitere Werke schuf.
In Italien gehören zu seinen Hauptwerken das Denkmal für König Carlo Alberto, das Denkmal für Giuseppe Garibaldi in Siena, die Büste von Benvenuto Cellini auf der Ponte Vecchio in Florenz und das Kenotaph von Donatello in der Basilika von San Lorenzo, ebenfalls in Florenz. Er arbeitete auch in Livorno, wo er für die bildhauerische Ausschmückung der Bastogi-Kapelle auf dem Misericordia-Friedhof und die Büste von Benedetto Brin verantwortlich war. Berühmt wurde er jedoch mit der großen Bronzegruppe Monumento agli studenti senesi caduti nella battaglia di Curtatone e Montanara in der Universität Siena und dem kolossalen Reiterdenkmal für Carlo Alberto im Garten des Palazzo del Quirinale in Rom.
Er lehrte an der Accademia di Belle Arti in Florenz.
Der Bildhauer Demétre Chiparus studierte ab 1909 bei ihm.
Raffaello Romanelli wurde mit seinen Denkmalen und Porträtbüsten bedeutenden Persönlichkeiten bekannt. Er arbeitete in Amerika, Argentinien, Österreich, Kuba, England, Frankreich, Deutschland, Italien, Rumänien und Russland. In Florenz war Raffaello in zwei Ateliers im Oltrarno-Viertel von Florenz tätig, zunächst im Familienatelier in Borgo San Frediano und dann in einem neuen Atelier auf der Piazza Santo Spirito. Beide Ateliers waren ehemalige Kirchen, die sich mit ihren  hohen Decken nach ihrer Entweihung als Bildhauerateliers anboten. Das Atelier in Borgo San Frediano beherbergt auch heute noch das Atelier und die Galerie Romanelli, das von den Ur-Ur-Enkeln Romanellis weitergeführt wird.

## Werke

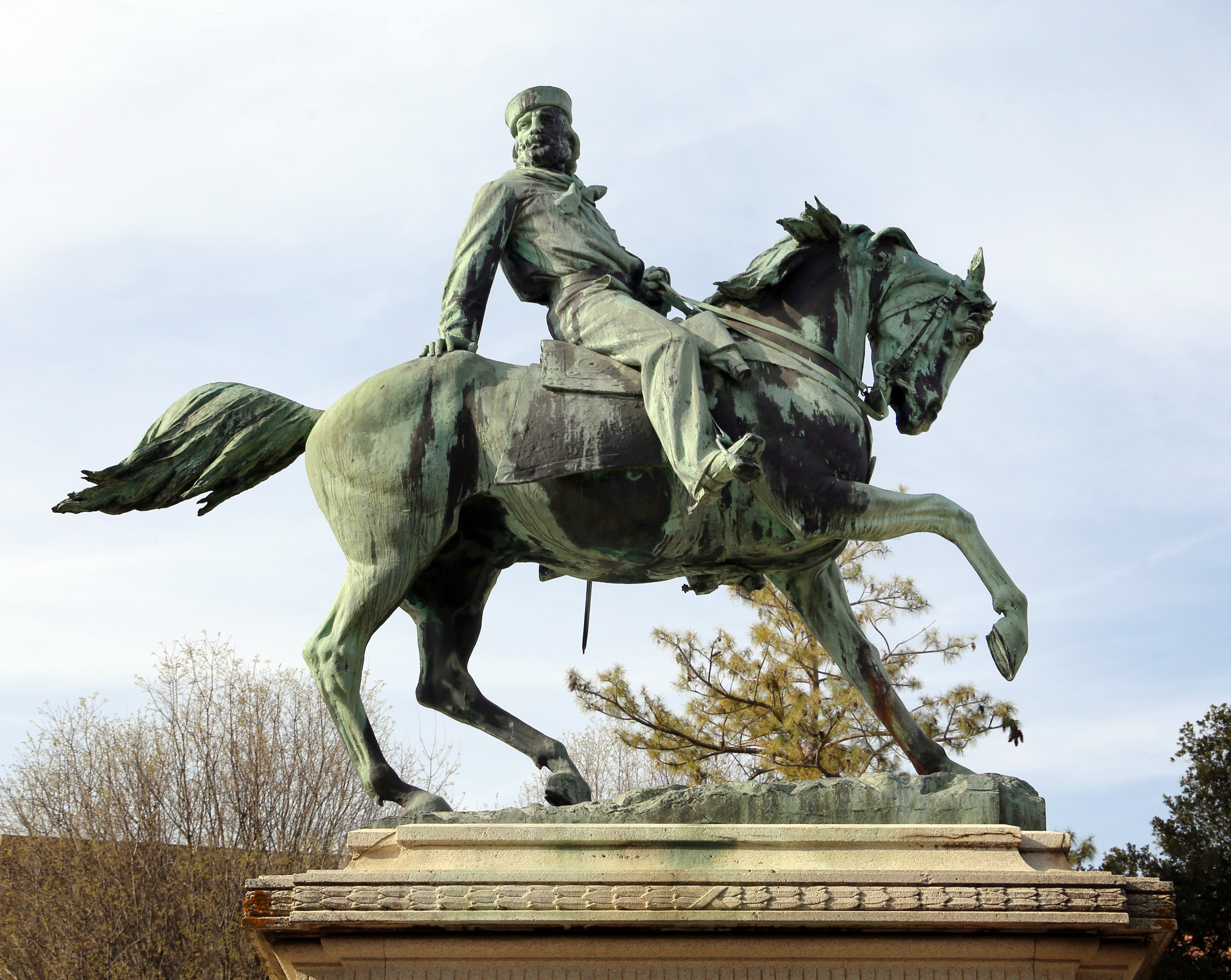
Garibaldi-Denkmal in Siena

- Statue Leos des Großen, Portal der Kathedrale Santa Maria del Fiore, Florenz (1883)
- PAX (weibliche Allegorie, Marmor, um 1891) im Mausoleum der Familie Philipp Bartholomae, Bergfriedhof, Heidelberg, Deutschland
- Denkmal für Giuseppe Garibaldi, Siena (1896)
- Denkmal für Barbu Catargiu, Bukarest (1900)
- Denkmal für Benvenuto Cellini, Florenz (1901)
- Denkmal für Mihail Kogălniceanu, Iași (1911)
- Brunnen in Montecatini Terme mit dem Motiv des Reihers und des Frosches (1925)
- Denkmal für König Karl Albert, Rom (1931)
- Denkmal für die medizinischen Helden, Bukarest (1932)
- Sulamitide
- Der Wasserträger
- Ruth